# ليندا آن مارتن
ليندا آن مارتن (بالإنجليزية: Linda Ann Martin)‏ هي مبارزة بالسيف بريطانية، ولدت في 12 يونيو 1954 في ديل ‏ في المملكة المتحدة.

## وصلات خارجية
- ليندا آن مارتن على موقع أوليمبيديا (الإنجليزية)
- ليندا آن مارتن على موقع اللجنة الأولمبية البريطانية (الإنجليزية)